# Пеллико, Сильвио
Сильвио Пеллико (итал. Silvio Pellico; 25 июня 1789, Салуццо — 31 января 1854, Турин) — итальянский писатель, поэт и драматург, известный главным образом как борец против австрийского господства на севере Италии.

## Биография
Родом был из Пьемонта, сын лирического поэта Онорато Пеллико. Ранние годы провёл в Пинероло и Турине. Свою первую трагедию написал уже в десятилетнем возрасте. Четыре года провёл в Лионе, где изучал французскую литературу, вернулся в Милан в 1810 году. Рано имел случай лично познакомиться с госпожой Сталь, Байроном, Шлегелем, Монти, Фосколо.
В 1810 году, получив должность преподавателя французского языка в военном училище, дебютировал трагедиями из древнегреческой жизни («Laodicea») и из эпохи борьбы гвельфов и гибеллинов («Francesca da Rimini», 1815, русский перевод — 1861); первую он скоро сам снял со сцены как неудачную, а последняя доставила ему громкую известность и обошла все сцены Италии; она была переведена Байроном на английский язык (тогда как Пеллико перевёл на итальянский язык «Манфреда»).
«Франческа-да-Римини» (второй русский перевод академика Бредихина напечатан в № 11 «Русского обозрения» за 1897 год) написана в духе крайнего романтизма и содержит героико-патриотические мотивы. Фабула несколько напоминает Ромео и Джульетту, но разработка темы иная. Тут тоже страстно любящая девушка поставлена между чувством своей любви к возлюбленному и долгом по отношению к отцу, разъединёнными политической враждой. Во второй половине 1810-х годов был наставником сначала сына графа Бриче, а затем двух сыновей графа Поппо Ламбертенжи.
В 1819 году Пеллико вместе с Манцони и графом Конфалоньери был одним из основателей и главных руководителей журнала «Conciliatore» (газеты «Примиритель» («Il Conciliatore»), основанный в Милане, в 1818 году), в следующем году запрещённого австрийской цензурой. В том же 1820 году новая трагедия Пеллико «Eufemio di Messina» с трудом увидела свет, но не была допущена на сцену. В конце года Пеллико был арестован в Милане. Поводом ареста были его неосторожные письма к другу Марончелли, в которых он выражал интерес к обществу карбонариев. Сам он, однако, карбонарием не был.

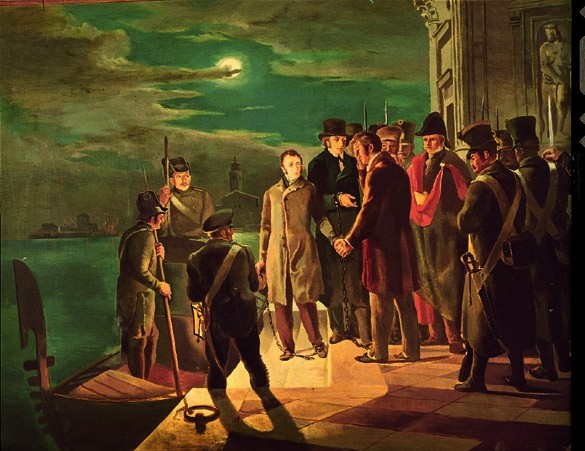
Арест борцов против австрийского господства Сильвио Пеллико и Пьеро Марончелли в 1820 году.

В феврале 1821 года Пеллико был переведён в венецианские «piombi» (тюрьму со свинцовой крышей) из тюрьмы Санта-Маргерита. После долго тянувшегося следствия и суда он был в феврале 1822 года приговорён к смертной казни с заменой её 15 годами carcere duro в Шпильберге (около Брюнна, в Моравии), куда он и был отправлен в 1822 году. Подвергаемые carcere duro по закону исполняли разного рода работы, носили оковы на ногах, спали на голых досках; но фактически Пеллико, как и все его товарищи — политические арестанты, были лишены в первое время каких бы то ни было работ, и только впоследствии по их просьбе им назначили работу — утомительное и особенно вредное в душных камерах щипание корпии и вязание чулок. Камеры были отвратительные, пища тоже и при этом в крайне недостаточном количестве. Книги, привезённые ими в тюрьму, были у них отобраны, не исключая и Библии, которую император Франц прямо объявил особенно вредной для арестантов; несколько лет подряд арестантов не пускали даже в церковь, что для большинства из них, людей глубоко религиозных, было крайне тяжело.
За их жизнью с особенным интересом постоянно следил сам император; он имел у себя план тюрьмы, сам предписывал перевод арестантов из камеры в камеру, входил во все мелочи тюремного быта. Арестанты были лишены каких бы то ни было сношений с внешним миром, но изредка, по личному предписанию императора, им сообщали кратко о смерти того или другого из их родных, отказывая в каких бы то ни было подробностях. Сначала арестанты сидели в одиночном заключении, но потом были посажены попарно; для Пеллико было особенным счастьем, что он был соединён со своим другом Марончелли. Положение арестантов облегчалось тем, что большинство приставленных к ним стражей оказывались людьми более или менее добрыми; иногда они делились с ними куском хлеба, сквозь пальцы смотрели на обычные тюремные ухищрения, скрашивающие жизнь арестантов; так, даже в период одиночного заключения они имели фактически возможность переговариваться и переписываться друг с другом.
В 1830 году Пеллико был помилован и выслан за границу, то есть к родителям в Турин, где и жил с тех пор до самой смерти. Годы тюрьмы не только надломили физическое здоровье Пеллико, но наложили на него печать мистицизма, неблагоприятно отразившегося на его дальнейшей деятельности. В 1834 году опубликовал трактат «Обязанности человека» — общие рассуждения о любви к отечеству, к ближнему, к женщине, об уважении к человеческому достоинству, о брачной и безбрачной жизни. По политическим убеждениям Пеллико остался тем же, кем был раньше, то есть умеренным и осторожным прогрессистом, стремящимся к единству Италии, но католицизм придал этим стремлениям клерикальный оттенок: единство Италии под властью папы — таков идеал Пеллико, весьма близкий к идеалу его друга Джоберти. Беллетристические произведения этого периода, проникнутые мистицизмом, не имели большого успеха.
После освобождения Пеллико подружился с маркизой де Бароло, которая выступала за тюремную реформу в Турине и в 1834 году назначила писателю пенсию в 1200 франков. В 1838 году, когда его родители умерли, Пеллико стал помощником маркизы в благотворительных делах и писал в основном на религиозные темы. Похоронен на Санто-Кампо в Турине. В 1863 году жители Салуццо поставили ему в своём городе мраморный памятник.

## «Мои тюрьмы»

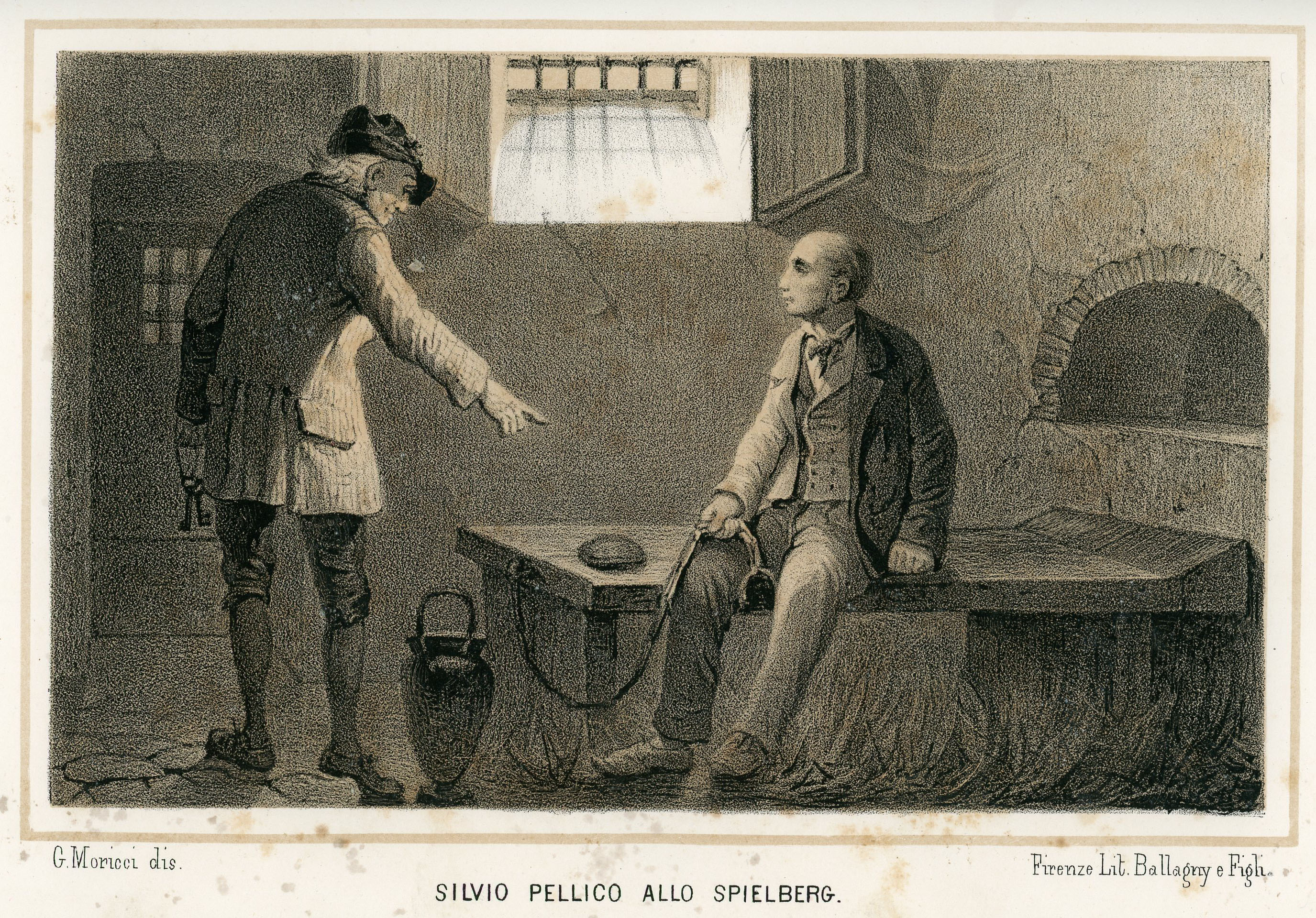
Пеллико в моравской крепости Шпильберг (гравюра 1864 года)

Главное произведение Пеллико — мемуары «Мои тюрьмы» (Le mie prigioni), доставившие ему всемирную славу: книга тотчас же была переведена на все основные языки Европы, в том числе и на русский (СПб., 1836, без указания переводчика). 
В некоторых отношениях она может быть сравниваема с «Робинзоном Крузо». 
Автор, по собственному заявлению, писал её «не из суетного желания говорить о самом себе», а чтобы «способствовать поддержанию бодрости в несчастливце повествованием об утехах (религиозных), доступных человеку даже среди величайших невзгод» и чтобы показать, что человек по натуре далеко не так дурен, как думают. 
Пеллико вовсе не касался судилища, которому был подвергнут, и сравнительно мало места посвятил описанию тюремного режима; он говорил о нём лишь постольку, поскольку это было нужно для его философско-религиозных соображений. Тюремная жизнь самого Пеллико доходит до читателя через призму религиозного настроения автора. Эта книга способствовала активизации итальянского национально-освободительного движения, её высоко оценил Пушкин. Меттерних сказал, что она принесла Австрийской империи больше вреда, чем все пушки, а Стендаль ставил Пеллико как писателя выше Вальтера Скотта.